# Jens Søndergaard
Jens Søndergaard, född 4 oktober 1895 Øster Assels, Mors, Danmark, död 21 maj 1957 i Skovshoved, var en dansk målare, tecknare och grafiker.

## Biografi
Søndergaards far var först målare, men öppnade senare en cykelaffär i Hurup. Efter skolan började Jens som lärling hos en målare. Efter att ha avslutat sin lärlingstid började han vid Aarhus tekniske skole och var 1916 inskriven vid Kunstakademiet i Köpenhamn, där han hade Malthe Engelsted som lärare.
Sondergaard började att arbeta som målare, men vid sidan av sitt yrkesarbete försökte ta sig fram som konstnär. Det gick ganska snabbt, och han lämnade det vanliga målarjobbet bakom sig. Han var särskilt intresserad av den hektiska stadsbilden och avbildade den då ofta på ett sätt som förstärkte stadens vilda atmosfären. Men han målade också porträtt och modellbilder.
År 1919 debuterade Søndergaard på Kunstnernes Efterårsudstilling och fick följande år presentera sin första separatutställning. År 1926 gjorde han studieresor till Paris, södra Frankrike och Italien. Samma år blev han medlem i konstnärsgruppen Grønningen och hade utställningar där fram till sin död.
Søndergaard ledde en riktning inom det danska landskapsmåleriet som brukat kallas mörkmålarna. Nordisk romantik och mystik samt ett primitivt förenklat formspråk präglar hans expressionistiska skildringar av främst Jyllands natur och människor.
I Bovbjerg finns Jens Søndergaard museum. Det är en avdelning av Lemvig Museum och ligger ytterst på kusten mot Nordsjön vid Ferring och är inrett i ett litet trähus som från 1930 var Søndergaards hem och ateljé. 
Søndergaard finns representerad vid bland annat Statens Museum for Kunst, ARoS Aarhus Kunstmuseum, KUNSTEN Museum of Modern Art Aalborg, Bornholms Kunstmuseum, 
Moderna museet, Göteborgs konstmuseum, Helsingborgs museum, Malmö konstmuseum, Nasjonalmuseet och Trondheim kunstmuseum och Ateneum.

## Hedersbetygelser
År 1931 tilldelades Søndergaard  den Eckersbergmedaljen och 1946 Thorvaldsenmedaljen. Han var också den förste dansk, som tilldelas det amerikanska Guggenheimpriset 1956.